# Girard (Texas)
Girard es un lugar designado por el censo ubicado en el condado de Kent en el estado estadounidense de Texas. En el Censo de 2010 tenía una población de 50 habitantes y una densidad poblacional de 13,3 personas por km².

## Geografía
Girard se encuentra ubicado en las coordenadas 33°21′49″N 100°39′35″O / 33.36361, -100.65972. Según la Oficina del Censo de los Estados Unidos, Girard tiene una superficie total de 3.76 km², de la cual 3.76 km² corresponden a tierra firme y (0%) 0 km² es agua.

## Demografía
Según el censo de 2010, había 50 personas residiendo en Girard. La densidad de población era de 13,3 hab./km². De los 50 habitantes, Girard estaba compuesto por el 90% blancos, el 6% eran afroamericanos, el 0% eran amerindios, el 0% eran asiáticos, el 0% eran isleños del Pacífico, el 0% eran de otras razas y el 4% pertenecían a dos o más razas. Del total de la población el 16% eran hispanos o latinos de cualquier raza.